# Irina Aleksandrovna Grudzinskaja
Irina Aleksandrovna Grudzinskaja (rus. Ирина Александровна Грудзинская) (Čita (Čitska oblast, Rusija), 26. svibnja 1920. - Petrograd, Rusija, 13. travnja 2012.) je ruska botaničarka. Specijalizirala se za sjemenjače. Jedno dugo vrijeme je radila na Kubi.
U botaničkim referencijama ju se navodi pod kraticom Grudz.

## Djela
- Grudzinskaja, I. A. The Ulmaceae of the Far East. CABI Bulletin, Wallingford, UK.
- Grudzinskaja, I. A. (1971.). Novosti sistematiki vyših rastenii. Moskva i Lenjingrad.
- Borodina, A. E., Grubov, V. I., Grudzinskaja, I. A., Menitsky, J. L.  (2005.). Plants of Central Asia: Plant Collections from China and Mongolia: 9